# Arabský bublák
Arabský bublák je plemeno holuba domácího pocházející z arabských zemí. Do Evropy se dostal po druhé světové válce, nejprve se rozšířil v Německu a v posledních dvaceti letech je chovaný i v České republice.  V seznamu plemen EE patří do plemenné skupiny bubláků, jeho patronát drží Německo a je zapsán pod číslem 0514.
Na Blízkém východě jsou tito holubi chováni už velmi dlouho, ale nemají žádný celosvětový standard, v různých zemích se chová v různých podobách. Jeho místní forma je pravděpodobně i siamský bublák nebo holub kokah z Indie. Má proto různá místní pojmenování, jako je syrský hladkohlavý bublák, štěkající jemenský holub nebo súdánský smějící se holub. V Saúdské Arábii je nazýván "Sanhadži". Do Evropy byl importován z Mekky v 50. a 60. letech 20. století.
Je to holub tzv. polního typu, velikostí i tvarem těla připomíná menšího holuba skalního. Hlava je poměrně malá, dobře zaoblená, se středně dlouhým světlým zobákem. Oči jsou vždy tmavé, obtažené úzkými šedými až světle masovými obočnicemi. Krk je středně dlouhý, s hrdlem vyplněným lalůčkem. Hruď ptáka je trochu širší a krásně zaoblená, záda se lehce svažují směrem k ocasu, ten je uzavřený a střední délky. Běháky jsou neopeřené.
Opeření arabského bubláka je vždy dobře přilehlé. Chovají se v množství barevných a kresebných rázů: Bílí, černí, modří pruhoví a kapratí, žlutě a červeně atlasoví, dominantně červení a žlutí, červeně a žlutě plaví a jako straky v černé, modré, dominantní červené a žluté barvě. Kresba strakatých ptáků by měla být co nejpravidelnější. Červeně atlasoví mají červený lesk na krku a horní hrudi a šedomodré mourované štíty s tmavými pruhy. Ocasní pruh je též tmavý, naopak vnitřní plocha letek načervenalá. Žlutě atlasoví mají žlutý krk a horní hruď a šedomodré mourované štíty křídel, opět s tmavými pruhy. Ocasní pruh je u žlutě atlasových ptáků tmavý, vnitřní strana ručních letek je nažloutlá.
Zvláštním znakem arabského bubláka je jeho hlasový projev. Všichni bubláci se vyznačují vrkáním prodlouženým v dlouhotrvající zvuk. Z Evropy pocházející plemena bubláků mají však společné dvě věci: vycházejí z bucharského bubláka a jejich bublání se plemeno od plemene příliš neliší, a hlavně se u nich šlechtění zaměřilo spíše na vylepšení barvy či rozvoj pernatých ozdob. Arabský bublák získává popularitu právě proto, že pořád opravdu bublá. Jeho bublání se podobá smíchu či zpěvu.
Jeho chov je snadný, arabský bublák je temperamentní a přitom krotký, vhodný do voliérového i volného chovu. Je velmi plodný a dobře odchovává holoubata.

## Galerie

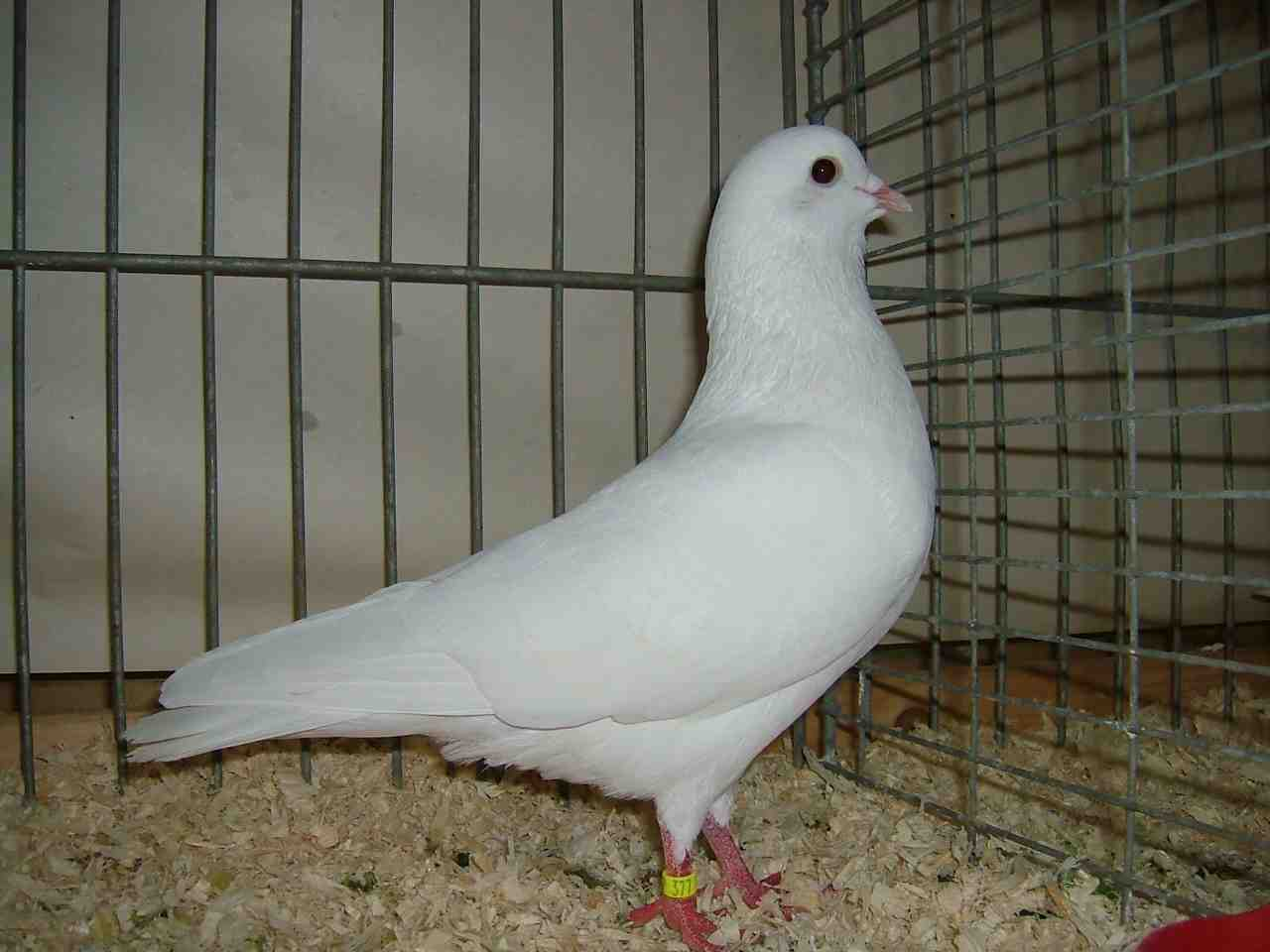
Arabský bublák bílý
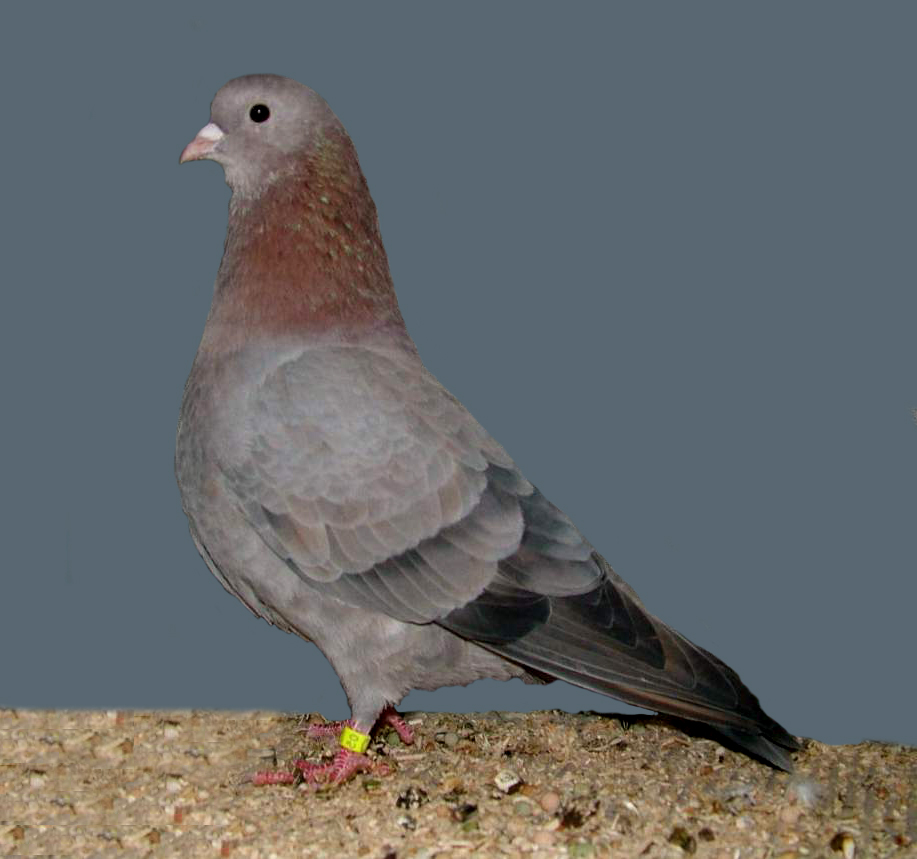
Arabský bublák červeně atlasový
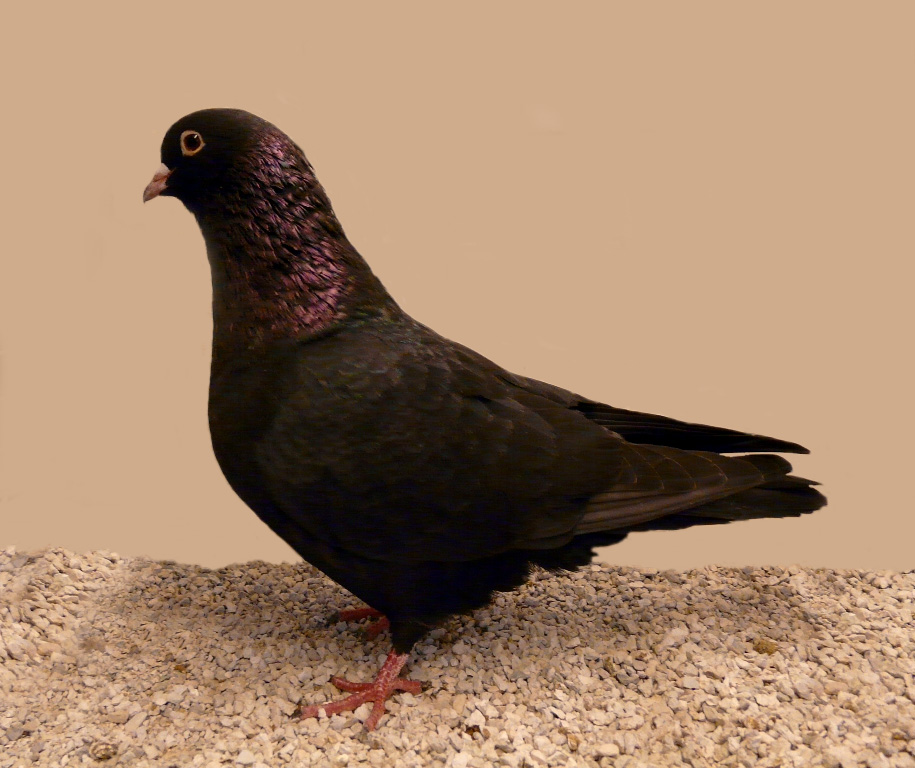
Arabský bublák celobarevně černý
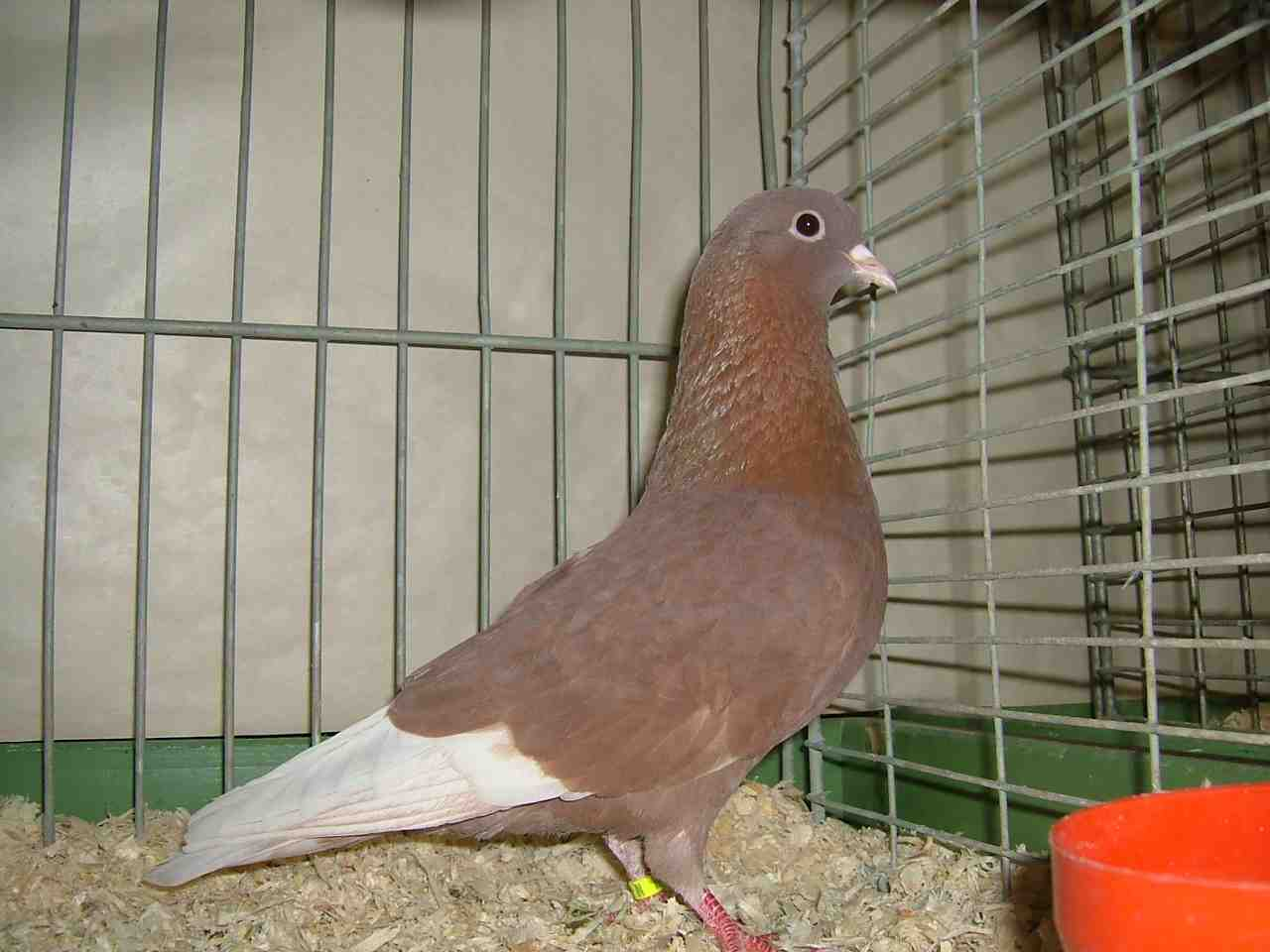
Arabský bublák dominantně červený
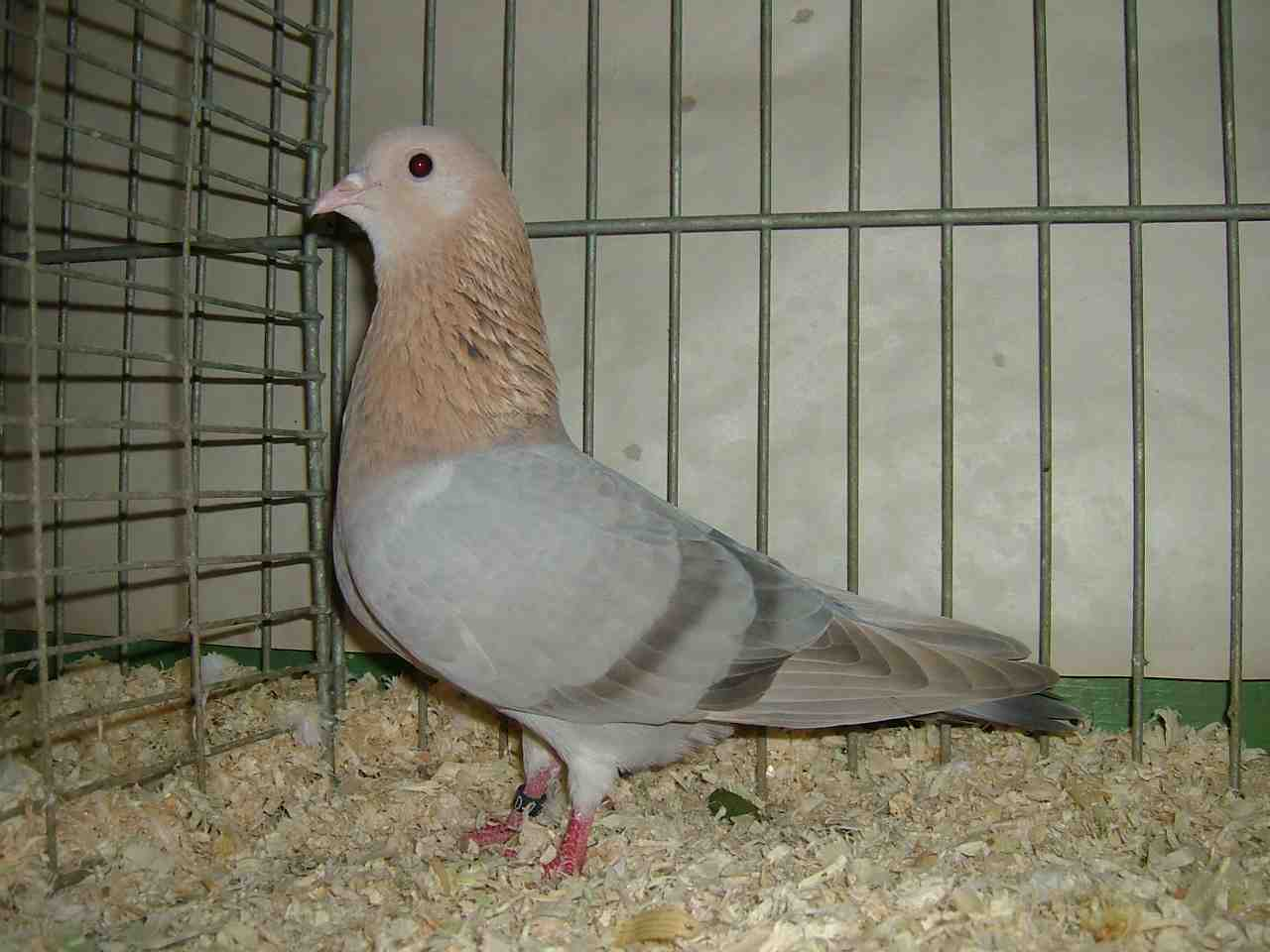
Arabský bublák žlutě atlasový
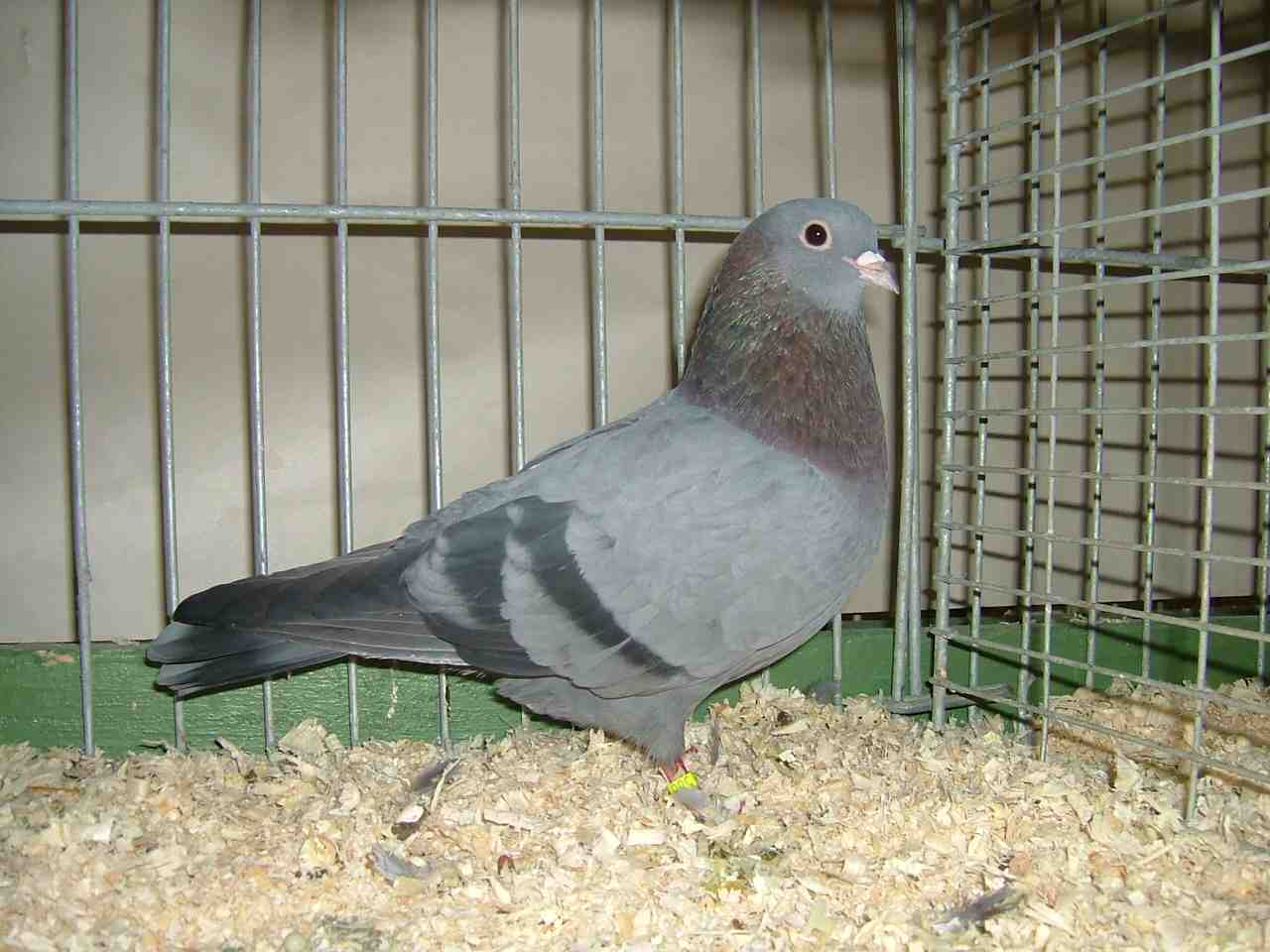
Arabský bublák modrý pruhový
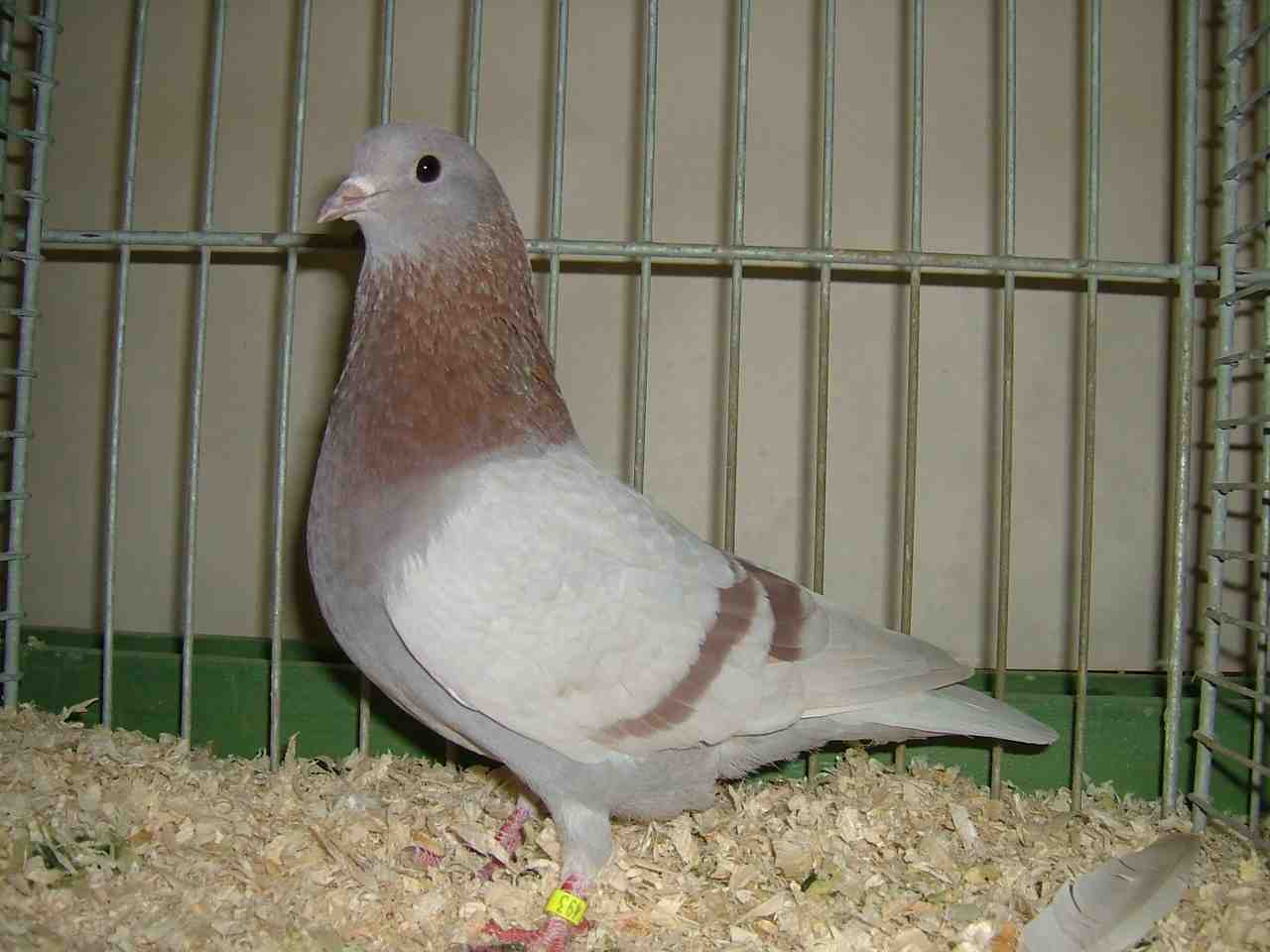
Arabský bublák červenopruhý
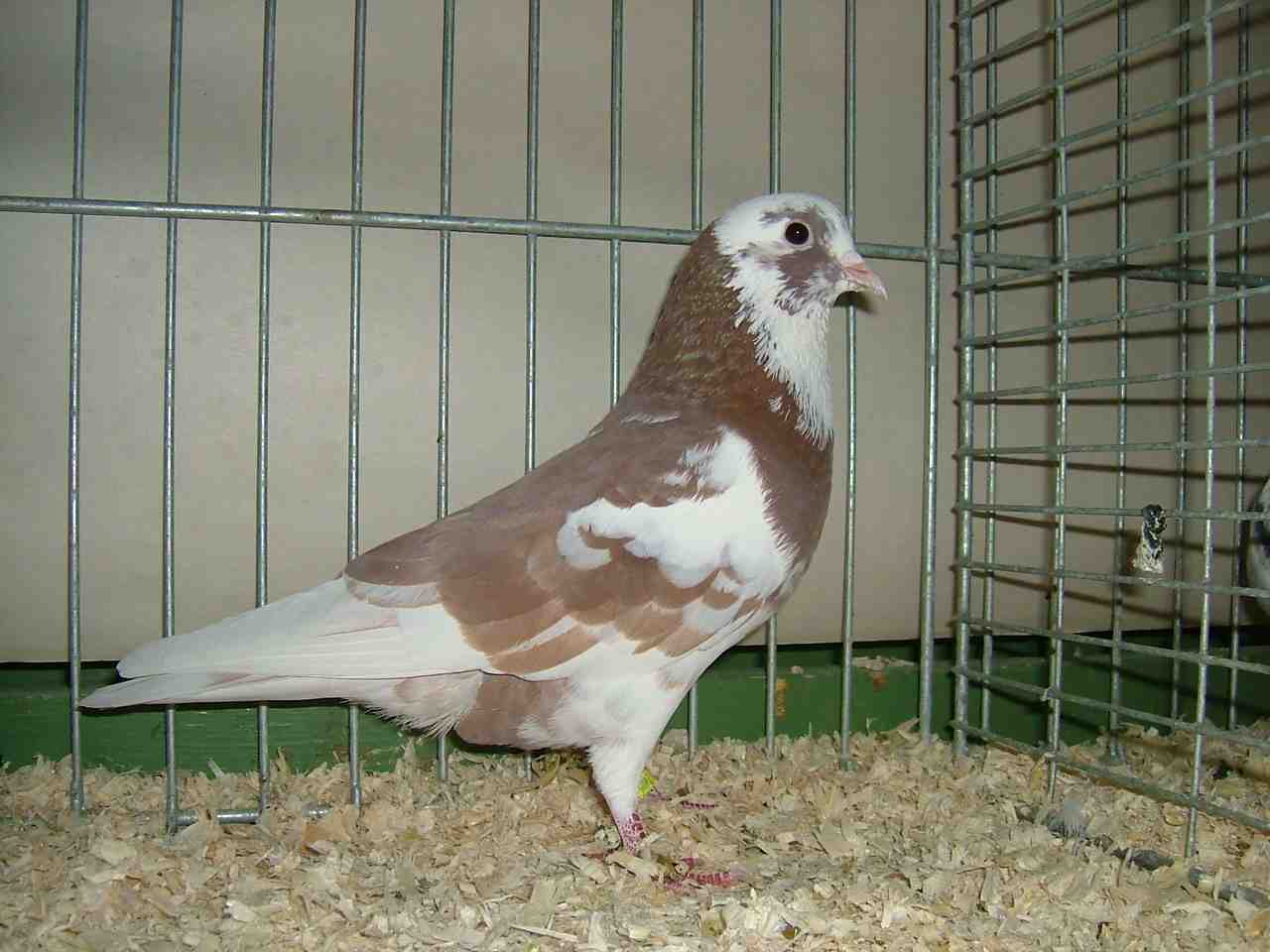
Arabský bublák červený strak
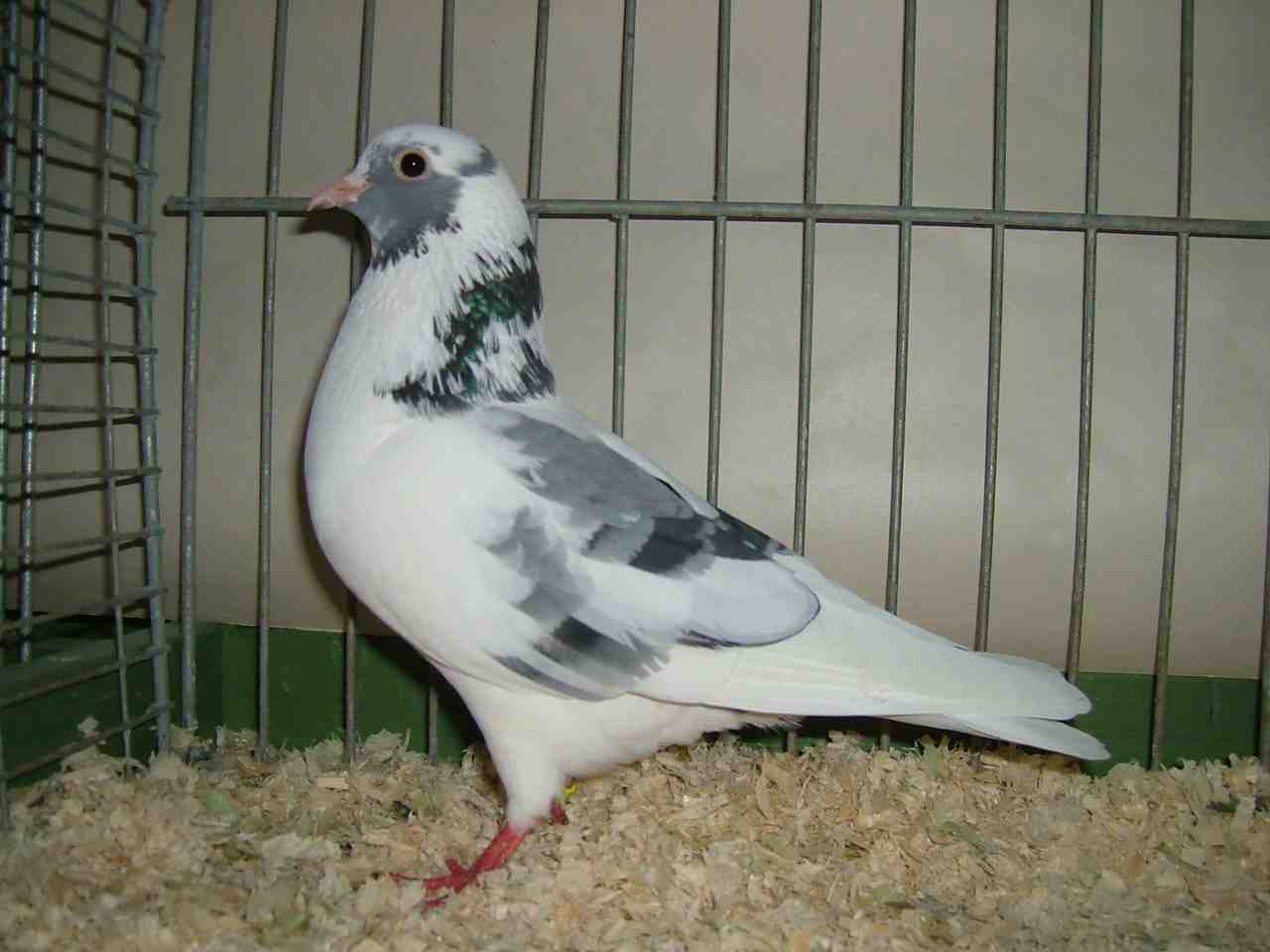
Arabský bublák modrý strak